# NGC 7667
NGC 7667 is een spiraalvormig sterrenstelsel in het sterrenbeeld Vissen. Het hemelobject werd in 1865 ontdekt door de Italiaanse astronoom Gaspare Stanislao Ferrari.

## Synoniemen
- UGC 12578
- MCG 0-59-38
- ZWG 380.50
- VV 613
- UM 160
- PGC 71345